# Rissa, Na Uy
Rissa là một đô thị hạt Sør-Trøndelag, Na Uy. Nó là một phần của khu vực Fosen. Trung tâm hành chính của đô thị này là làng Rissa.
Dạng tên gọi theo tiếng Na Uy cổ là Rissi. Điều này có lẽ là tên cũ của các lưu vực nước lợ, Botnen, (nghĩa là "đáy" của vịnh hẹp). 
Rissa đã được tách ra từ Stadsbygd vào năm 1860. Lensvik đã được tách ra từ Rissa ngày 1 tháng 1 năm 1905. Hầu hết Stadsbygd và một phần Stjørna đã được sáp nhập với Rissa ngày 1 tháng 1 năm 1964.
Vào tháng 4 năm 1978, Rissa là nơi xảy ra vụt sạt lở đất sét nhanh trải dài trên diện tích 330.000 mét vuông và tạo ra dịch chuyển 6.000.000 mét khối đất sét từ khu định cư Rissa trên bờ thành Botnen, gây ra một cơn sóng thần nhỏ ở bờ phía bắc tại Leira.